# Depresiunea Țara Bârsei
Depresiunea Țara Bârsei este o depresiune dispusă în interiorul arcului Carpatic, reprezentând partea estică a depresiunii Brașovului. Este delimitată de localitatea Apața la nord, Munții Piatra Mare, Postăvaru și localitatea Bran la sud, Munții Perșani și Măgura Codlei la vest și râurile Tărlung, Râul Negru și Olt spre est.

## Relief
Țara Bârsei este o depresiune situată la circa 400 – 550 m deasupra nivelului mării. Ea include o serie de munți (Postăvaru - 1.802 m, Tâmpa - 960 m, Măgura Codlei - 1.294 m) și dealuri (Lempeș, dealurile Brașovene, dealurile Brănene, dealurile Săcelene). Culmile înconjurătoare au înălțimi mai mari.
Genetic, Țara Bârsei este de origine tectonică, formată prin fracturarea și scufundarea repetată a unor fragmente centrale ale Carpaților de Curbură, către sfârșitul pliocenului. Ulterior prăbușirii, apele au invadat această groapă, formând un lac în care, de-a lungul vremii, s-au adunat straturi sedimentare de sute de metri grosime. La începutul cuaternarului apele s-au retras, fiind drenate de către Olt, prin defileul de la Racoș, către lacul mai mare existent în Transilvania. Relieful este modelat în continuare de agenți externi de eroziune precum și de acumulări torențiale și fluviatile. De asemenea, o mare influență asupra reliefului au avut-o și cele patru mari glaciațiuni. După sfârșitul acestora, o bună parte din terioriul Țării a rămas mlăștinos și sălbatic, evoluând cu timpul către o depresiune cu câteva lacuri mai mari.
Astăzi, Țara Bârsei prezintă trei zone distincte: 
- o suprafață înaltă, la 550 - 600 m, de coline piemontane marginale (piemonturile Zărneștilor, Sohodolului, Săcelelor). Acestea sunt alcătuite din nisipuri și pietrișuri, fiind foarte permeabile și uscate. Prezintă la bază o puternică pânză freatică, provenită de la apele de infiltrație;
- o suprafață joasă, sub 550 m, de câmpie piemontană, formată în urma acumulării cuaternare. Este umedă și mlăștinoasă, străbătută de numeroase pâraie, pătura de sol fiind destul de fertilă;
- o suprafață de luncă aluvională inundabilă, situată în imediata vecinătate a Oltului.

Masivul Postăvaru este alcătuit din calcare jurasice și conglomerate cretacice, având un pronunțat profil de piramidă. El înconjoară stațiunea Poiana Brașov, pe latura ei nord-vestică, printr-un brâu de munți cu aspect de măguri — Munții Poienii Brașovului. Un pinten al Postăvarului, întins către NNE, îl reprezintă muntele Tâmpa, formațiune calcaroasă ce se ridică la 400 m față de municipiul Brașov.
Măgura Codlei este alcătuită în principal din conglomerate, gresii și marnele flișului cretacic.

### Soluri
Zonele de munte din cadrul Țării Bârsei prezintă soluri brune acide (în Postăvaru și Măgura Codlei, pe platforma Branului) și, local, soluri litomorfe, reprezentate prin rendzine și rendzine brune (în Postăvaru și în Măgura Codlei).
Pe piemonturile colinare submontane predomină solurile podzolice argiloiluviale și cele brune podzolite (piemontul Sohodolului, piemontul Vlădeni - Crizbav - Măieruș - Apața). În general, aceste soluri prezintă o fertilitate scăzută, exploatarea agricolă realizându-se cu mijloace de ameliorare (îngrășăminte chimice și naturale etc.).
Șesul piemontan este mai fertil, fiind alcătuit în părți aproximativ egale din soluri brune eumezobazice (treimea sudică), cernoziomuri levigate redzinice și cernoziomuri redzinice (treimea mijlocie) și lăcoviști.
În lunca Oltului din dreptul Feldioarei se regăsesc cernoziomuri argiloiluviale și levigate, obiectul unor intense exploatări agricole. Restul luncii Oltului, precum și malurile râurilor mai mari prezintă soluri aluviale de luncă, precum și aluviuni crude, cu o fertilitate destul de ridicată, dar și cu exces de umiditate.
Gradul de fertilitate al solurilor variază de la VI, în lunca Oltului, la XI, în zonele muntoase, compact acoperite de păduri.

## Ape
Cel mai important râu al Țării Bârsei este Oltul. Acesta intră în zonă în dreptul localității Lunca Câlnicului, de unde urcă spre nord și iese în dreptul localității Apața. În șesul depresionar bârsan, până la Bod, Oltul prezintă numeroase meandre, precum și brațe părăsite și o luncă inundabilă considerabilă. Albia sa depășește rareori zece metri în lățime, iar adâncimea variază între 0,5 și 4 metri. Debitul râului în dreptul localității Feldioara atinge în medie 30 m³/s, însă primăvara, condiționat de factorii de climă, poate ajunge până la sute de m³/s. Spre exemplu, în 1932 s-a înregistrat o puternică undă de viitură provocată de topirea intensă a zăpezilor, ceea ce a dus la înregistrarea, în dreptul localității Feldioara, a unui debit de 358 m³/s și a unui volum de circa 740 milioane m³.
Teritoriul Țării Bârsei este străbătut de o serie de râuri repezi de munte ce se scurg în Olt. Datorită faptului că gura lor de vărsare estea apropiată izvoarelor, debitul acestor râuri de munte este mic. Totuși, pantele sunt accentuate, mai ales în zona muntoasă, ceea ce determină o putere de eroziune și un transport pronunțată. De la est la vest, acestea sunt: 
- Râul Negru cu 
  - Tărlung
- Bârsa, cel mai lung afluent al Oltului din Țara Bârsei și din județ, având 68,4 km și un debit de 2,9 m³/s la Zărnești. Aceasta cu:
  - Turcu
  - Sohodol
  - Ghimbășel, având debitele 1,8 m³/s la Râșnov și 2,8 m³/s la vărsare. Acesta cu:
    - Timișul Sec
    - Canalul Timiș
    - Șcheiu
    - Sânpetru (sau Durbav)
- Homorod cu:
  - Vulcănița
- Crizbav

Apele freatice se află la o adâncime de bună calitate (1 - 2 m până la 10 - 15 m), la baza formațiunilor calcaroase, având un debit de până la 6 l/s și un grad de mineralizare de cca. 0,5 g/l.
Cu timpul, o mare parte din lacurile Țării Bârsei au dispărut. Cea mai importantă apă stătătoare din depresiune, Complexul piscicol Dumbrăvița, se află la 6 km depărtare de comuna cu același nume. Mlaștina eutrofă ce face parte din complex este o arie protejată de interes european. Alte amenajări piscicole se întâlnesc la Prejmer, la Hărman, și pe lunca Oltului, între Feldioara și Rotbav.
Pe râul Ghimbășel a fost construită o microhidrocentrală, iar pe Tărlung, în aval de Săcele, un baraj artificial, care alimentează cu apă Brașovul și celelalte localități din zonă.

## Climă

Măgura Codlei

Clima Țării Bârsei este temperat continentală, caracterizându-se prin nota de tranziție între clima temperată de tip oceanic și cea temperată de tip continental. Amplitudinile termice sunt mari, frecvențele înghețurilor târzii și timpurii sunt ridicate, regimul pluviometric este de tip continental, iar cel eolian — moderat.
Măgura Codlei reprezintă un veritabil barometru pentru locuitorii Țării Bârsei. Atunci când nori negri se așeză deasupra acesteia, se anunța vreme defavorabilă.

### Precipitații
Precipitațiile atmosferice variază de la 747 mm în zona Brașov, la sub 20 mm în zona Bod. Îndeosebi vara, ploile torențiale sunt destul de frecvente, fiind însoțite de grindină și trăznete, ducând la apariția viiturilor pe râuri. Aceste precipitații depășesc uneori valoarea de 200 mm. Numărul mediu anual al zilelor cu precipitații este de 135 zile la Bod și 142 zile la Brașov. Într-o iarnă obișnuită, ninsorile cad circa 35 de zile pe an. Numărul mediu de zile cu straturi de zăpadă este de aproximativ 61 de zile la Brașov și 93 zile la Poiana Brașov.

### Temperatura
Temperatura medie la Brașov este de 7,8°(Celsius|C). În luna cea mai rece, aceasta este de -3,9°C, iar în luna cea mai caldă — +17,8°C.
Bodul deține recordurile de temperatură din județ, minima fiind chiar cea absolută pe țară. Astfel, pe 25 ianuarie 1942 s-au înregistrat -38,5°C, iar pe 9 septembrie 1946 — +37,2°C. În cursul unui an normal, amplitudinea extremă a comunei depășește 75°C.
Inversiunile de temperatură nu sunt rare în această zonă. Treptele piemontane prezintă, de regulă, temperaturi mai ridicate decât treapta inferioară a depresiunilor. Masele de aer rece se acumulează aici datorită munților înconjurători, care împiedică o mișcare a acestora. Totodată, iarna, se întâmplă de multe ori ca temperatura din Poiana Brașov să ajungă până la +15°C (la soare, oferind posibilitatea efectuării de băi solare. În perioadele cu regin baric anticiclonic inversiunile termice se extind până în zona alpină.

### Vânturile
Depresiunea Bârsei nu prea este străbătută de vânturi, curenții de aer fiind slabi ca intensitate. Direcțiile predominante sunt sud-vest și nord-est. Vânturile dinspre vest aduc ploi, în timp ce vânturile din nord și nord-est păstrează timpul frumos.
Pe versantul estic al Perșanilor apar, în timpul primăverii, mișcări de aer cu caracter de föhn, numite popular „vântul mare”. Acesta topește zăpada în doar câteva zile.

## Floră
Datorită condițiilor topografice și climatice, inversiunile de vegetație constituie un fenomen des întâlnit în zona Postăvarului. Astfel, în Poiana Brașov, la altitudinea de 1.050 m, gorunul crește alături de molid. Tot aici, și în prelungire, pe Tâmpa, bradul pătrunde adânc în zona gorunului, iar molidul coboară până sub 800 m, la Noua. Speciile de foioase împăduresc zonele deluroase din această zonă. Sunt de remarcat fagul, cu variațiile sale, și alunul. În trecut, depresiunea era acoperită cu întinse păduri de stejar. Astăzi mai pot fi întâlnite câteva pâlcuri lângă Cristian, și la Poiana Narciselor, declarată rezervație naturală. Pe lângă narcise, în locul din urmă se mai întâlnesc și alte specii rare, ca bulbucii de munte, tămâioare, stânjenelul siberian și altele.
În mlaștina eutrofă de lângă Dumbrăvița sunt de remarcat speciile de stuf precum și flora din cuaternar. Aici se găsesc câteva specii de plante rare precum daria, trifoiștea, gălbeneaua, adoleanul, bulbucii de munte sau bumbăcărița. Mlaștina eutrofă de la Hărman adăpostește alte specii azonale, precum jimla (care nu se întâlnește nicăieri altundeva pe glob), daria, coada iepurelui (singurul loc din țară unde poate fi văzută) și altele. Ambele mlaștini sunt un mediu propice pentru plante carnivore, cele mai întâlnite fiind roua cerului, foaia grasă și otrățelul bălților.
În pădurea Prejmer, printre stejari, cresc laleaua pestriță și garoafa de munte.
Prezența acestor specii la Prejmer, Hărman și Dumbrăvița demonstrează faptul că pe teritoriul Țării Bârsei au fost răspândite relicve glaciare. Restrângerea lor în jurul izvoarelor reci s-a produs o dată cu evoluția climei și a solului către starea actuală.

## Faună
Fauna Țării Bârsei este asemănătoare celei existente în Europa Centrală. Dintre toate, fauna de mamifere este puternic reprezentată.
Prin pădurile de conifere și foioase sălășluiesc animale caracteristice: ursul brun, cerbul carpatin, căpriorul, lupul, mistreții, jderii, pisicile sălbatice, râșii, vulpile, nevăstuicile și dihorii. Dintre rozătoare: veverițele, pârșul (mare, mai rar cel mic), șoarecii. Zonele joase ale depresiunii sunt populate cu iepuri.
Păsări mai întâlnite sunt potârnichea, vrabia și porumbelul, în pădurea de lângă Prejmer existând câteva specii ocrotite: vântureii, șorlița, șorecarii comuni, șorecarii de iarnă, striga de Ural și huhurezul. De asemenea, în preajma Oltului se pot întâlni rațe sălbatice și berze.
Reptilele sunt puține: vipera, șarpele de apă, șopârlele. Amfibienii sunt reprezentați de salamandre, tritoni și broaște.
Ihtiofauna este bogată, atât în râurile de munte, cât și în Olt.
Coleopterele și lepidopterele sunt întâlnite în aproape tot arealul Țării Bârsei.

## Bogățiile naturale
Resursele naturale subterane ale Țării Bârsei sunt puține, nefacilitând dezvoltarea unei industrii miniere puternice. Totuși, se găsesc unele bogății de importanță economică, precum lignitul (în masivul Măgura Codlei) sau materialele de construcție. La nord-vest de Zărnești, pe valea Bârsei Fierului, se găsește un corp granodioritic, cu înveliș periferic granitic. Rocile sedimentare, mai ales argilele comune și luturile se întâlnesc în zona piemonturilor cuaternare, argila refractară — lângă Cristian, marnele cretacice — în vestul Țării (utilizate în industria cimentului), calcare în zona Apața și calcare triasice și jurasice în sectorul Codlea - Holbav - Vulcan și în Postăvaru, în zona Râșnov - Cristian - Brașov.
Metale mineralizate (de zinc, plumb, cupru, fier, nichel, platină) s-au descoperit în cristalinul metamorfic din zona Holbav.
Lângă Codlea se ivesc ape mezotermale (27°C), asemănătoare celor de la Băile Tușnad.
Pădurile ocupă o zonă întinsă în zona muntoasă și deluroasă a Țării Bârsei. Localitățile aflate în zona subcarpatică dispun de importante suprafețe cu fânețe și pășuni. De asemenea, în zona depresionară, șesul este prielnic culturii de legume și cereale precum și a plantelor industriale.

## Rezervații naturaleși areale protejate
Pe tot cuprinsul Țării Bârsei și a comunei Șercaia s-au pus sub ocrotire întinse suprafețe de teren, care prezintă interes științific, social și estetic.
Cea mai cunoscută rezervație este Poiana cu narcise din Dumbrava Vadului, având o suprafață de peste 400 ha. Această zonă cu păduri de stejar și poieni multe se caracterizează prin abundența narciselor, plante favorizate în primul rând de solul podzolic cu urme de mlaștină și de umbra slabă a arborilor.
Complexul de mlaștini eutrofe din Țara Bârsei le reunește pe cele de la Dumbrăvița, Stupini, Prejmer și Hărman. Acestea sunt caracterizate de varietățile de plante relictare, nordice. Aici se întâlnesc coada iepurelui, fânețe cu caracter mezohigrofil, trestiișuri și cenoze care adăpostesc jimla.
Rezervațiile cu ochiuri de vegetație stepică, prezente pe versanții însoriți ai Muntelui Tâmpa și ai dealului Lempeș, păstrează o floră dintr-o perioadă xerotermă (d. ex. rogozul pitic), precum și câteva endemisme. De asemenea, Rezervația naturală Tâmpa protejează și o serie de specii de animale și insecte.
Ocrotite mai sunt și bălțile de lângă Rotbav, în care se găsesc plante formate din relictul terțiar Stratiotes aloides.

## Populație

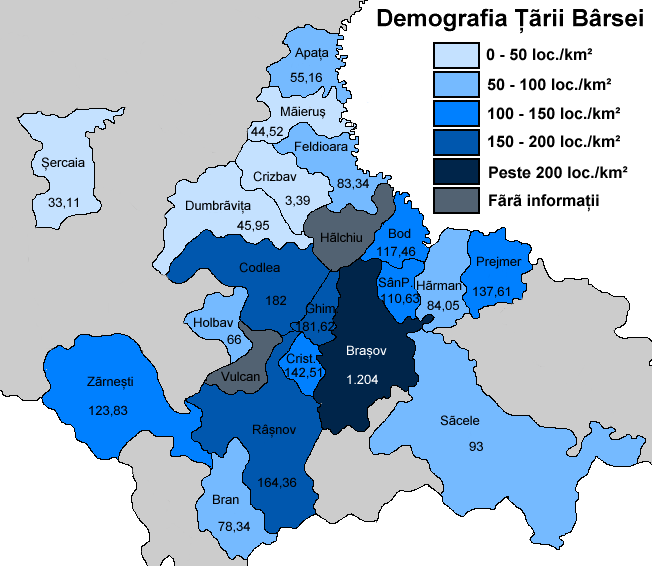
Densităţile comunelor din Ţara Bârsei (cu Şercaia)

Țara Bârsei, împreună cu Șercaia numără, potrivit recensământului din 2002, 446.000 locuitori, din care Brașovul are 283.901. Acest număr reprezintă 74,81% din populația județului Brașov. Densitatea locuitorilor este de 155,30 loc./m², o medie superioară județului. Cea mai slab populată comună din Țara Bârsei este Crizbavul, aceasta având o densitate de numai 3,39 loc./km².

### Evoluția demografică a populației
(Lipsesc date)

### Structura pe sexe și vârste a populației
(Lipsesc date)

### Repartizarea pe medii a populației și forța de muncă
(Lipsesc date)

## Împărțire administrativă
Țara Bârsei se află aproape în întregime în județul Brașov, doar un mic colț aflat la vărsarea Tărlungului în Olt aparținând de județul Covasna. Pe acest spațiu se află satul Băcel, care face parte din de comuna Chichiș.
Pe teritoriul Țării Bârsei se află trei municipii (Brașov, Codlea și Săcele), trei orașe (Ghimbav, Râșnov și Zărnești), precum și un număr de 13 comune (Apața, Bod, Bran, Cristian, Crizbav, Dumbrăvița, Feldioara, Hălchiu, Hărman, Măieruș,  Prejmer, Sânpetru și Vulcan). Comuna Șercaia, deși istoric este încadrată în Țara Bârsei, geografic face parte din Țara Făgărașului. De asemenea, satul Cărpiniș, parte a comunei Tărlungeni, se află tot pe teritoriul Țării.
Vezi și: Lista localităților din Țara Bârsei